# بان (كارولينا الشمالية)
بان (بالإنجليزية: Bunn, North Carolina)‏ هي بلدة أمريكية تقع في الولايات المتحدة في مقاطعة فرانكلن، كارولاينا الشمالية. يقدر عدد سكانها بـ 344 نسمة ومساحتها 1.4 كم2 وترتفع عن سطح البحر 85 متر.

## التركيبة السكانية
حدّد مكتب تعداد الولايات المتحدة بيانات التركيبة السكانية لبان في تعداد الولايات المتحدة. في ما يلي، التركيبة السكانية حسب تعدادي 2000 و2010.

### تعداد عام 2000
بلغ عدد سكان بان 357 نسمة بحسب تعداد عام 2000، وبلغ عدد الأسر 162 أسرة وعدد العائلات 84 عائلة مقيمة في البلدة. في حين سجلت الكثافة السكانية 255 نسمة لكل كيلومتر مربع (660.4/ميل2). وبلغ عدد الوحدات السكنية 179 وحدة بمتوسط كثافة قدره 127.9 لكل كيلومتر مربع (331.3/ميل2).
وتوزع التركيب العرقي للبلدة بنسبة 63.87% من البيض و29.97% من الأمريكيين الأفارقة و0.84% من الأمريكيين الأصليين و0.56% من الأمريكيين ذوي الأصول الآسيوية و2.24% من الأعراق الأخرى و2.52% من عرقين مختلطين أو أكثر و3.08% من الهسبانيون أو اللاتينيون من أي عرق.
بلغ عدد الأسر 162 أسرة كانت نسبة 30.9% منها لديها أطفال تحت سن الثامنة عشر تعيش معهم، وبلغت نسبة الأزواج القاطنين مع بعضهم البعض 35.2% من أصل المجموع الكلي للأسر، ونسبة 14.2% من الأسر كان لديها معيلات من الإناث دون وجود شريك،  بينما كانت نسبة 2.5% من الأسر لديها معيلون من الذكور دون وجود شريكة وكانت نسبة 48.1% من غير العائلات. تألفت نسبة 43.8% من أصل جميع الأسر من عدة أفراد يعيشون في نفس المنزل ونسبة 21.6% كانت تتألف من شخص يعيش بمفرده يبلغ من العمر 65 عاماً أو أكثر. وبلغ متوسط حجم الأسرة المعيشية 2.20، أما متوسط حجم العائلات فبلغ 3.17.
بلغ العمر الوسطي للسكان 40.2 عاماً. وكانت نسبة 26.1% من القاطنين تحت سن الثامنة عشر، وكانت نسبة 8.1% بين الثامنة عشر والرابعة والعشرين عاماً، ونسبة 26.1% كانت واقعةً في الفئة العمرية ما بين الخامسة والعشرين والرابعة والأربعين عاماً، ونسبة 24.6% كانت ما بين الخامسة والأربعين والرابعة والستين، ونسبة 15.1% كانت ضمن فئة الخامسة والستين عاماً فما فوق. يوجد لكل 100 أنثى 74.1 ذكر، ويوجد لكل 100 أنثى في الثامنة عشر من عمرها فما فوق 70.3 ذكر.
بلغ متوسط دخل الأسرة في البلدة 26,563 دولارًا، أما متوسط دخل العائلة فبلغ 45,804 دولارًا. وكان متوسط دخل الذكور 30,833 دولارًا مقابل 23,571 دولارًا للإناث. وسجل دخل الفرد الخاص بالبلدة 13,711 دولارًا. وكانت نسبة 8.4% من العائلات ونسبة 16.3% من السكان تحت خط الفقر، وكان من هؤلاء نسبة 19.3% تحت سن الثامنة عشر ونسبة 33.3% في الخامسة والستين من العمر وما فوق.

### تعداد عام 2010
بلغ عدد سكان بان 344 نسمة بحسب تعداد عام 2010، وبلغ عدد الأسر 157 أسرة وعدد العائلات 97 عائلة مقيمة في البلدة. في حين سجلت الكثافة السكانية 245.7 نسمة لكل كيلومتر مربع (636.4/ميل2). وبلغ عدد الوحدات السكنية 207 وحدة بمتوسط كثافة قدره 147.9 لكل كيلومتر مربع (383.1/ميل2).
وتوزع التركيب العرقي للبلدة بنسبة 66.57% من البيض و28.20% من الأمريكيين الأفارقة و0.58% من الأمريكيين الأصليين و2.03% من الأعراق الأخرى و2.62% من عرقين مختلطين أو أكثر و10.17% من الهسبانيون أو اللاتينيون من أي عرق.
بلغ عدد الأسر 157 أسرة كانت نسبة 24.2% منها لديها أطفال تحت سن الثامنة عشر تعيش معهم، وبلغت نسبة الأزواج القاطنين مع بعضهم البعض 45.9% من أصل المجموع الكلي للأسر، ونسبة 10.2% من الأسر كان لديها معيلات من الإناث دون وجود شريك،  بينما كانت نسبة 5.7% من الأسر لديها معيلون من الذكور دون وجود شريكة وكانت نسبة 38.2% من غير العائلات. تألفت نسبة 36.3% من أصل جميع الأسر من عدة أفراد يعيشون في نفس المنزل ونسبة 18.5% كانت تتألف من شخص يعيش بمفرده يبلغ من العمر 65 عاماً أو أكثر. وبلغ متوسط حجم الأسرة المعيشية 2.19، أما متوسط حجم العائلات فبلغ 2.79.
بلغ العمر الوسطي للسكان 48.0 عاماً. وكانت نسبة 20.6% من القاطنين تحت سن الثامنة عشر، وكانت نسبة 7% بين الثامنة عشر والرابعة والعشرين عاماً، ونسبة 20.3% كانت واقعةً في الفئة العمرية ما بين الخامسة والعشرين والرابعة والأربعين عاماً، ونسبة 34.6% كانت ما بين الخامسة والأربعين والرابعة والستين، ونسبة 17.4% كانت ضمن فئة الخامسة والستين عاماً فما فوق. وتوزع التركيب الجنسي للسكان بنسبة 44.2% ذكور و55.8% إناث.